# 須山達夫
須山達夫（すやま たつお、1912年（明治45年）4月 - 1992年（平成4年）11月2日）は、日本の外交官。ユネスコ執行委員（日本政府代表）、駐モロッコ特命全権大使、駐ノルウェー特命全権大使、駐トルコ特命全権大使を歴任した。

## 経歴
静岡県立静岡中学校を経て、1935年、東京帝国大学法学部卒業。外務省入省。戦後、1956年、駐スイス臨時代理大使、駐モロッコ特命全権大使（ユネスコ執行委員兼務）、1966年、駐ノルウェー特命全権大使（ユネスコ執行委員兼務）、1970年、駐トルコ特命全権大使。
1982年、第2代IFCA（国際親善文化協会）会長就任。ユネスコボロブドゥール修復執行委員長。

## 家族
- 祖父 : 須山豐次郞[1]
- 父 : 須山英次郞[1][5]